# Polypoetes semicoerulea
Polypoetes semicoerulea är en fjärilsart som beskrevs av Paul Dognin 1910. Polypoetes semicoerulea ingår i släktet Polypoetes och familjen tandspinnare. Inga underarter finns listade i Catalogue of Life.